# Aleksandra Lesiak
Aleksandra Lesiak (* 3. März 1968) ist eine ehemalige polnische Fußballspielerin.

## Karriere
Die Stürmerin Lesiak spielte in der Saison 1993/94 für den SC 07 Bad Neuenahr in der Gruppe Süd der seinerzeit zweigleisigen Bundesliga. In der Abstiegssaison des Spielklassenneulings wurde sie in elf Saisonspielen eingesetzt; die ersten neun ab Saisonstart mit dem Heimspiel am 15. August 1993 (0:2 vs. VfR 09 Saarbrücken) in Folge.
Anschließend gehörte sie von 1994 bis 1998 der SG Praunheim an; in der letzten Saison war sie mit ihrer Mannschaft in der Premierensaison der eingleisigen Bundesliga vertreten. Für die Mannschaft bestritt sie insgesamt 30 Saisonspiele und drei in der seinerzeit (noch) ausgetragenen Endrunde um die Meisterschaft der jeweils zwei bestplatzierten Mannschaften der Gruppe Nord und Süd. Im Finale, das am 2. Juli 1996 im Stadion am Brentanobad gegen den TSV Siegen ausgetragen und mit 0:1 verloren wurde, erlebte sie mit Einwechslung für Tina Wunderlich ab der 78. Minute erstmals Finalathmosphäre. 
Danach spielte sie für den Bundesligaaufsteiger WSV Wendschott, für den sie in 13 Punktspiele das erste Mal ein Bundesligator erzielte. Es gelang ihr am 30. August 1998 (2. Spieltag) bei der 2:3-Niederlage im Auswärtsspiel gegen den FCR Duisburg 55 mit dem Anschlusstreffer zum 1:2 in der 37. Minute.

## Erfolge
- Finalist Deutsche Meisterschaft 1996